# بادخورک دم‌کوتاه
بادخورک دم‌کوتاه (نام علمی: Chaetura brachyura) نام یک گونه از سرده بادخورک‌های پردراز است.